# 数字中国建设峰会
数字中国建设峰会（英語：Digital China Summit），是由中国国家网信办、发改委、科技部、工信部、国务院国有资产监督管理委员会、福建省人民政府主办的以信息产业为核心的展会。在面向企业与科研单位交流成果的建设峰会同期，一般会安排举办用于公众展示用的「数字中国建设成果展览会」（英語：Digital China Exhibition）；在媒体报道中通常将两者合并简称为「数字中国」会议，英文则称作 Digital China Summit & Exhibition 。
2018年首次举办，举办地为福州市。福州是数字中国建设峰会的永久举办地。

## 简介
峰会主要展示和交流中国国内的数字信息化发展策略、技术成果，借以推进“数字中国”信息化建设。每年的峰会都会确定一个主题，并设置若干分论坛。

## 背景
根据时任福州市委书记王宁介绍，时任福建省省长习近平在2000年发布了数字福建规划，而福州作为数字中国思想的源头诞生地，因此峰会将每年在福州举办。

## 历年举办
| 时间             | 地点                     | 名称                   | 主题                                                       | 规模                                                |
| ---------------- | ------------------------ | ---------------------- | ---------------------------------------------------------- | --------------------------------------------------- |
| 2018.04.22-04.24 | 福州海峡国际会议展览中心 | 第一届数字中国建设峰会 | 以信息化驱动现代化，加快建设数字中国                       | 签约约29个项目，投资423亿元                         |
| 2019.05.05-05.09 | 福州海峡国际会议展览中心 | 第二届数字中国建设峰会 | 以信息化培育新动能，用新动能推动新发展，以新发展创造新辉煌 | 签约项目308项，投资额2520亿元                       |
| 2020.10.12-10.14 | 福州海峡国际会议展览中心 | 第三届数字中国建设峰会 | 创新驱动数字化转型、智能引领高质量发展                     | 约8000人次，签约数字经济项目426起                   |
| 2021.04.25-04.26 | 福州海峡国际会议展览中心 | 第四届数字中国建设峰会 | 激发数据要素新动能，开启数字中国新征程                     |                                                     |
| 2022.07.23-07.24 | 福州海峡国际会议展览中心 | 第五届数字中国建设峰会 | 创新驱动新变革、数字引领新格局                             |                                                     |
| 2023.04.27-04.28 | 福州海峡国际会议展览中心 | 第六届数字中国建设峰会 | 加快数字中国建设，推进中国式现代化                         |                                                     |
| 2024.05.24-05.24 | 福州海峡国际会议展览中心 | 第七届数字中国建设峰会 | 释放数据要素价值，发展新质生产力                           | 签约数字经济项目421个、总投资2030亿元               |
| 2025.04.29-04.30 | 福州海峡国际会议展览中心 | 第八届数字中国建设峰会 | 二十五载奋进路 数字中国谱新篇——数智引领高质量发展          | 签约数字经济重点项目455个、总投资额2280亿元人民币。 |